# Agonocryptus erugatus
Agonocryptus erugatus là một loài tò vò trong họ Ichneumonidae.